# أمل الفرحان
أمل حمد الفرحان (8 مارس 1947 - ) وزيرة أردنية سابقة من مواليد بلدة النعيمة في محافظة إربد شمال الأردن، تولت منصب وزارة الشؤون البلدية والقروية في الفترة من 2003-2005. كما اختيرت لعضوية مجلس الأعيان الأردني في عدة دورات. 

## المؤهلات العلمية
- درجة البكالوريوس في العلوم السياسية من جامعة نيويورك عام 1970.[1]
- درجة الماجستير في الإدارة العامة من الجامعة نفسها في عام 1973.
- درجة الدكتوراة في الإدارة الدولية والوطنية والإدارة المقارنة من جامعة نيويورك 1979.

## المناصب
- مديرة برنامج الدكتوراه في الأكاديمية العربية للعلوم المالية والمصرفية - 2006.[1]
- عميد كلية إدارة الأعمال في الجامعة الأردنية في الفترة 1997-2001.
- عميد مشارك في كلية الاقتصاد والعلوم الإدارية في الجامعة الأردنية 1994-1997.
- أستاذ محاضر في كلية إدارة الأعمال في الجامعة الأردنية 1995.
- أستاذ مشارك في كلية الاقتصاد والعلوم الإدارية في الجامعة الأردنية 1990-1995.
- رئيس قسم الإدارة العامة في الجامعة الأردنية 1987-1988، 1990-1991.
- مساعد عميد في الجامعة الأردنية 1988-1989.
- أستاذ مساعد في الجامعة الأردنية 1980-1983، 1986-1990.
- أستاذ مساعد في الرياض في المملكة العربية السعودية 1985-1986.
- مستشار في وزارة التنمية الاجتماعية، 1982-1983.
- موجه ومستشار للبعثة الأردنية للأمم المتحدة، 1977-1979.
- عضو مجلس الأعيان الثالث والعشرون.
- عضو  مجلس الأعيان الرابع والعشرون
- عضو مجلس الأعيان السابع والعشرون.

## الجوائز
حازت الدكتورة أمل الفرحان على الدرع الذهبي للتميز، كما حصلت على تكريم مجلس المرأة العربية.